# جبل هنغ شان
هنغ شان أو جبل هنغ في إقليم شانشي . هو واحدٌ من «الجبال الخمس العظيمة» في الصين. يسمى أحياناً بـ هنغ شان الشمالي وجبل آخر في إقليم هونان يسمى بهنغ شان الجنوبي. كلا الجبلين يحملان نفس النطق باللغة الصينية. وهنغ شان الجنوبي هو أيضا واحد من الجبال الخمسة المقدسة في الصين.

## التاريخ
هنغ شان هو كغيره من الجبال في الصين يحمل مظهر الديانة الطاوية. اُعتبر هنغ شان جبلاً مقدساً منذ عهد أسرة زو. لكن بسبب موقعه الشمالي أصبح من الصعب على الصينيون زيارته. وبسبب ذلك، أصبح جبل هنغ شان ليس مهماً دينياً كمثل بقية جبال الطاوية الأخرى في الصين.

## المعابد
خلال عهد أسرة هان كان هناك معبد يسمى ضريح الذروة الشمالية (بيوي مياو) وكان مكرس لإله الجبل. بُني هذا المعبد في منحدرات جبل هنغ شان. وعلى الرغم من تدمير هذا المعبد وإعادة بناءة، إلا أن هذا المعبد له تاريخ متأصل من عهد هان إلى الوقت الحاضر. لكن خلال وقت الاحتلال بأيدي غير أسرة الهان، أصبحت العبادة لهنغ شان في معبد بيوي في مقاطعة كيانج. وهناك معبد آخر وهو المعبد المعلق الشهير. بُني قبل أكثر من 1500 عام في جرف قريب من الجبل.

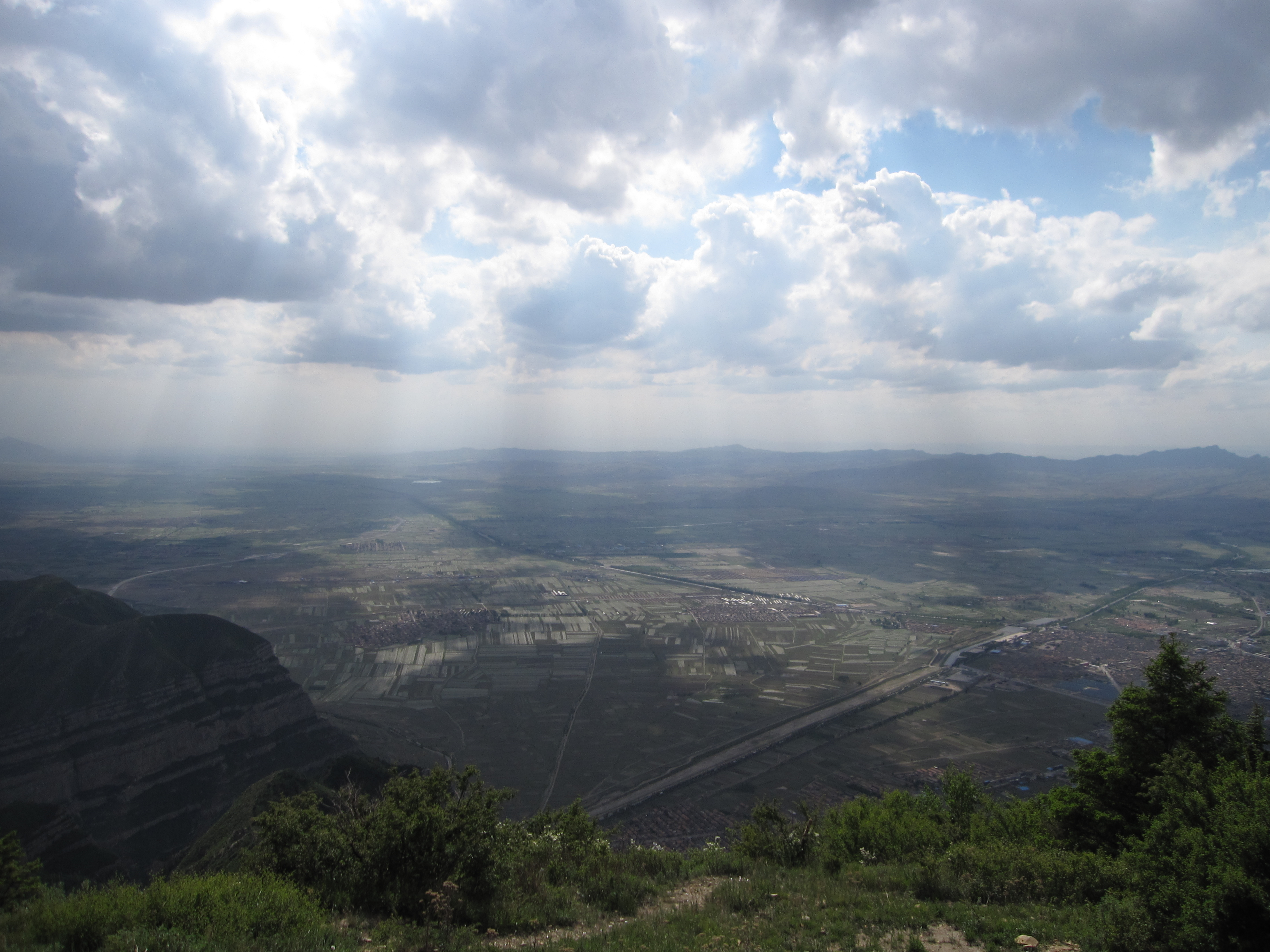
منظر من قمة جبل هنغ شان